# La Pleta Roja
La Pleta Roja és una muntanya de 2.033 metres que es troba entre els municipis de Castellar de n'Hug, a la comarca del Berguedà i de Toses, a la comarca catalana del Ripollès.